# Eleições parlamentares europeias de 2009 (Polónia)
As eleições parlamentares europeia de 2009 na Polónia, realizaram-se a 7 de junho e, serviram para, pela primeira vez, eleger os 50 deputados nacionais ao Parlamento Europeu.

## Resultados Nacionais
| Partido                 | Partido                              | Votos      | %               |       | Deputados |         |
| ----------------------- | ------------------------------------ | ---------- | --------------- | ----- | --------- | ------- |
|                         | Plataforma Cívica                    | 3 271 852  | 44,43 / 100,00  | 20,33 | 25 / 50   | 10      |
|                         | Lei e Justiça                        | 2 017 607  | 27,40 / 100,00  | 14,73 | 15 / 50   | 8       |
|                         | Aliança da Esquerda Democrática      | 908 765    | 12,34 / 100,00  | 2,99  | 7 / 50    | 2       |
|                         | Partido Popular                      | 516 146    | 7,01 / 100,00   | 0,67  | 3 / 50    | 1       |
|                         | Acordo pelo Futuro - Centro-esquerda | 179 602    | 2,44 / 100,00   | 10,49 | 0 / 50    | 7       |
|                         | Direita da República                 | 143 966    | 1,95 / 100,00   | Novo  | 0 / 50    | Novo    |
|                         | Autodefesa da República da Polônia   | 107 185    | 1,46 / 100,00   | 9,32  | 0 / 50    | 6       |
|                         | Liga das Famílias Polacas            | 83 754     | 1,14 / 100,00   | 14,78 | 0 / 50    | 10      |
|                         | União da Política Real               | 81 146     | 1,10 / 100,00   | 0,77  | 0 / 50    | Estável |
|                         | Outros                               | 54 740     | 0,74 / 100,00   |       | 0 / 50    |         |
| Votos Inválidos         | Votos Inválidos                      | 137 573    | 1,83 / 100,00   | 1,27  |           |         |
| Total                   | Total                                | 7 502 336  | 100,00 / 100,00 |       | 50 / 50   | 4       |
| Eleitorado/Participação | Eleitorado/Participação              | 30 565 272 | 24,53 / 100,00  | 3,66  |           |         |
| Fonte                   | Fonte                                | [ 1 ]      | [ 1 ]           | [ 1 ] | [ 1 ]     | [ 1 ]   |